# Rushcliffe District
Rushcliffe District är ett distrikt (motsvarande kommun) i grevskapet Nottinghamshire i England, Storbritannien. Distriktet har 121 582 invånare (2022). Större orter är Bingham och West Bridgford. Distriktet är indelat i 60 civil parishes, förutom staden West Bridgford som inte ingår i någon civil parish.